# Atsushi Ehara
Atsushi Ehara (江原淳史, Ehara Atsushi), né le 14 avril 1973 à Tokyo, est un acteur japonais.

## Biographie
Atsushi Ehara connait une très courte carrière. Davantage passionné de football, il participe en 1992 à un tournoi universitaire national. Ses partenaires sont Ichiei Muroi (Yokohama FC), Satoru Asari (FC Tokyo) et beaucoup d'autres, tous aujourd’hui des grands noms du football japonais. Après quelques déboires, il quitte l'université Chuo trois ans plus tard pour commencer sa carrière d’acteur en 1996.
C'est avec Megaranger qu'Atsushi décroche son premier et unique rôle important. Un rôle qui marque le visage de l’acteur pour toujours dans l’histoire récurrente du sentai japonais et les livres d’enfants.
En 2004 Atsushi décroche et devient manager dans le Fast food de sa mère à Yokohama. Il dirige aujourd’hui une équipe dans une grande surface tout en écrivant à l’occasion sur son sport favori dans la presse spécialisée.

## Filmographie

### Séries télévisées
- 1997 : Denji Sentai Megaranger (電磁戦隊メガレンジャー?)  : Koichirō Endō / Megablack
- 1996 : Hachi gatsu no love song (八月のラブソング?) : apparition
- 2000 : Watashi no Aozora (私の青空?) : apparition

### Vidéofilms
- 1998 : Denji Sentai Megaranger tai Carranger (電磁戦隊メガレンジャー VS カーレンジャー?) : Koichirō Endō / Megablack
- 1999 : Seijû sentai Gingaman tai Megaranger (星獣戦隊ギンガマン VS メガレンジャー?)  : Koichirō Endō / Megablack